# Marheinekeplatz
Marheinekeplatz är ett torg i stadsdelen Kreuzberg i Berlin, beläget vid norra sidan av Bergmannstrasse mellan korsningarna med Zossener Strasse i väster och Schleiermacherstrasse i öster. Här ligger bland annat saluhallen Markthalle XI och Passionskirche.

## Historia
Gatorna omkring torget anlades som en del av Hobrechtplanen, utarbetad av stadsplaneraren James Hobrecht för att reglera den långsiktiga utvidgningen av Berlins stadsbebyggelse långt utanför den gamla stadskärnan. Torget betecknas i den ursprungliga planen som "Platz F, Abth. II" och gatan norr om torget betecknades "Strasse 27a". Den 22 december 1875 gavs torget och gatan det gemensamma namnet Marheinekeplatz efter filosofen och teologen Philipp Konrad Marheineke. Marheineke predikade från 1811 till 1846 i Dreifaldigkeitskirche i grannstadsdelen Friedrichstadt. Den ursprungliga stavningen var Marheineke Platz, vilket ändrades 1914 till den nuvarande stavningen. 
När gatunätet drogs upp var den första ägaren byggföretaget Wegener & Körsten. Följande år såldes tomterna till Belle-Alliance Berliner Bau-Gesellschaft. Gatan på norra sidan fick numrering från 1 till 14, där de mittersta numren 6 och 7 reserverades för framtida bruk. Efter att tomterna norr om torget bebyggts, såldes husen till nya ägare, bland dessa en trädgårdsmästare, köpmän, tjänstemän, hantverkare och pensionärer, senare även arkitekten R. Wenzel och 1920 till och med en australiensisk farmare (nummer 9). Under 1870-talet kom även den södra sidan vid Bergmannstrasse att köpas av Belle-Alliance-Baugesellschaft och säljas som byggklara tomter.

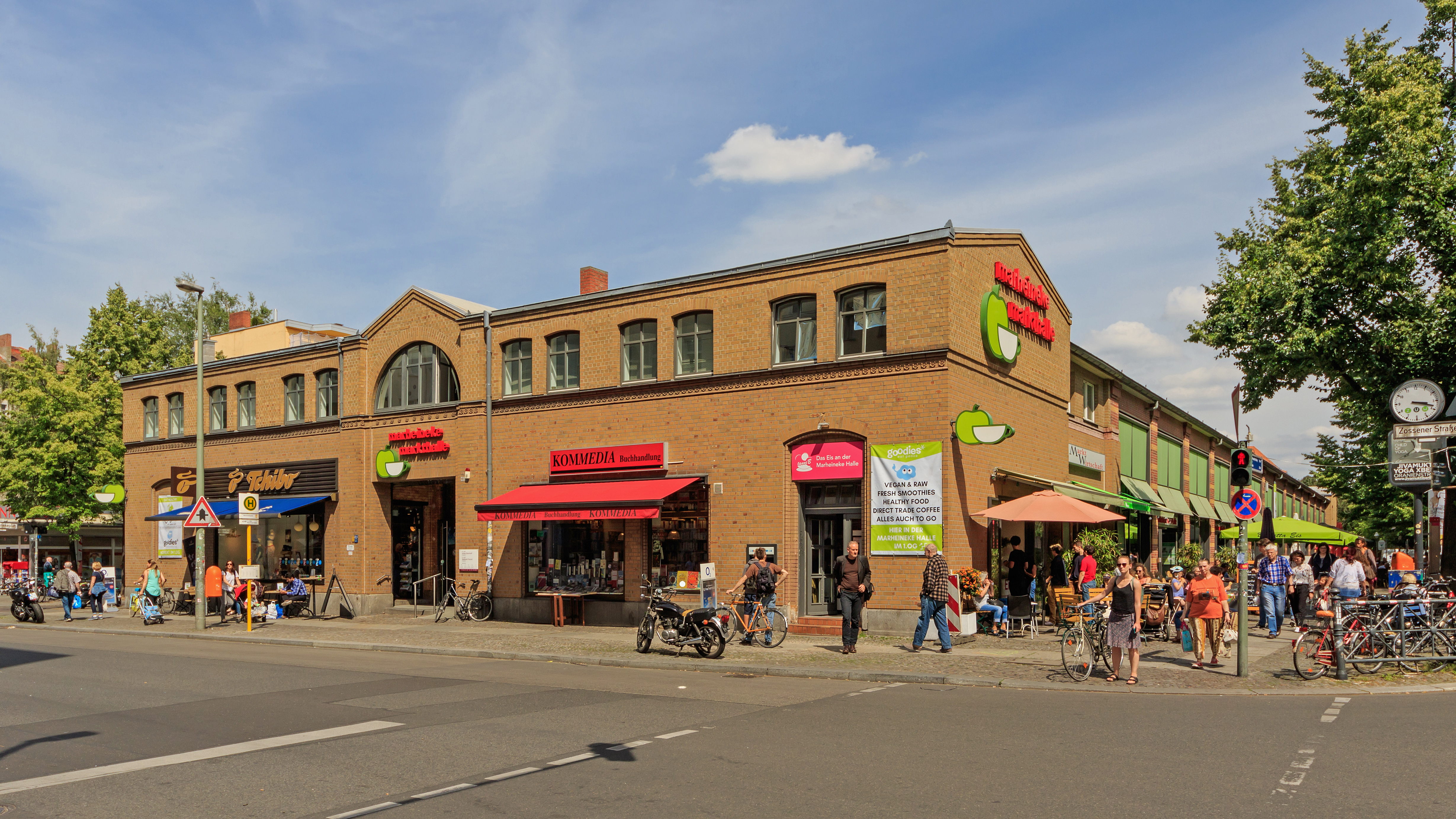
Saluhallen

Under stadsbyggnadsrådet Hermann Blankensteins ämbetstid uppfördes flera planerade saluhallar i Berlins olika stadsdelar. Marheinekeplatz hade ditintills varit ett helt öppet marknadstorg men den västra änden av torget blev nu plats för en modern saluhall under tak. Saluhallen som färdigställdes 1892 hade nummer XI i Blankensteins plan och kallas sedan 1945 även Marheinekehalle efter torget. Saluhallen fick adressen Marheinekeplatz 15 och hade en anställd förvaltare. Under nödåren efter första världskriget organiserade staden Berlin här Städtische Volksspeiseanstalt Nr. 9 som nödhjälp. Den östra halvan av den utdragna rektangeln fick en grönyta som i det sena 1920-talets adressböcker beskrivs som en parkanläggning. I slutet av 1900-talet lät stadsdelsområdet anlägga en lekplats på parkytan.
Själva torgytan ägdes under 1900-talet fram till 1940 av aktiebolaget Berlin-Tempelhof L.G.
Från 1930 ändrades ägandeförhållandena vid torget: kapitalförvaltningsbolaget Flavia köpte nummer 4 och hyrde ut till Kreuzbergs kommunala hälsovårdskontor, ett hem för spädbarnsomsorg, tidskriftsförlaget Delos med flera invånare. Huset nummer 8 ägdes av en spansk advokat från Madrid, C. Serran, och förvaltades av en förvaltare i Wilmersdorf, hus nummer 9 ägdes av ett dödsbo och hus nummer 11 tillhörde fabrikören Edmund Schindler från Lichterfelde. På 1930-talet hade även nödbespisningsverksamheten i saluhallen upphört.
Mellan 1936 och 1943 skedde ytterligare förändringar av ägandeförhållandena: kapitalförvaltningsbolaget tvingades till tvångsförvaltning av huset 3–4 och år 1938 etablerade sig Café Rheinland i bottenvåningen. År 1941 nämns Wikinger Heim G.m.b.H. som ägare och 1943 ägdes huset av generalkonsul Roche.
Köpmän och handlare ägde de övriga bostadshusen. I slutet av 1930-talet flyttade den kommunala förvaltningen för Berlins saluhallar och stormarknader in i Markthalle XI, efter att tidigare haft sitt säte i Zentralmarkthalle vid Alexanderplatz. Torgytan öster om saluhallen verkar ha hägnats in vid denna tid, då den vid denna tid anges som nummer 15, som utgjorde uppställningsplats nummer 28 för Berlins gaturengöringsfordon.
Mot slutet av andra världskriget kom den del av saluhallen som låg ovan jord att huvudsakligen förstöras. Exakt dokumentation om krigshändelserna vid torget saknas, men det kan antas att det även var enstaka hus vid torget som förstördes vid bombangreppen. Bombplanen orienterade sig ofta efter kyrktornen vid bombningar av staden och Passionskirche var ett av dem.
Under 1960-talet och 1970-talet var hyreshusen vid Marheinekeplatz i stort renoveringsbehov och medan områdets tidigare invånare sökte sig till modernare bostäder kom många nyinflyttade familjer, framförallt turkiska gästarbetare, att få sin första bostad i Berlin här. Under 1980-talet grundades ett boendeinitiativ som lyckades driva igenom en förbättring av boendemiljön genom ombyggnad av de fria ytorna och renovering av hyreshusen. Byggnadsborgarrådet Werner Orlowsky, som ursprungligen var apotekare från Kreuzberg, utlyste en arkitekttävling efter ett starkt tryck från den lokala opinionen. På så sätt uppstod bland annat rekreationsområdet framför saluhallens östra ingång, med en fontän och sittplatser. Den redan etablerade loppmarknaden kom nu att enbart ske på helgerna. Under adventstiden hålls även en julmarknad på torget.

## Byggnader och minnesmärken vid torget

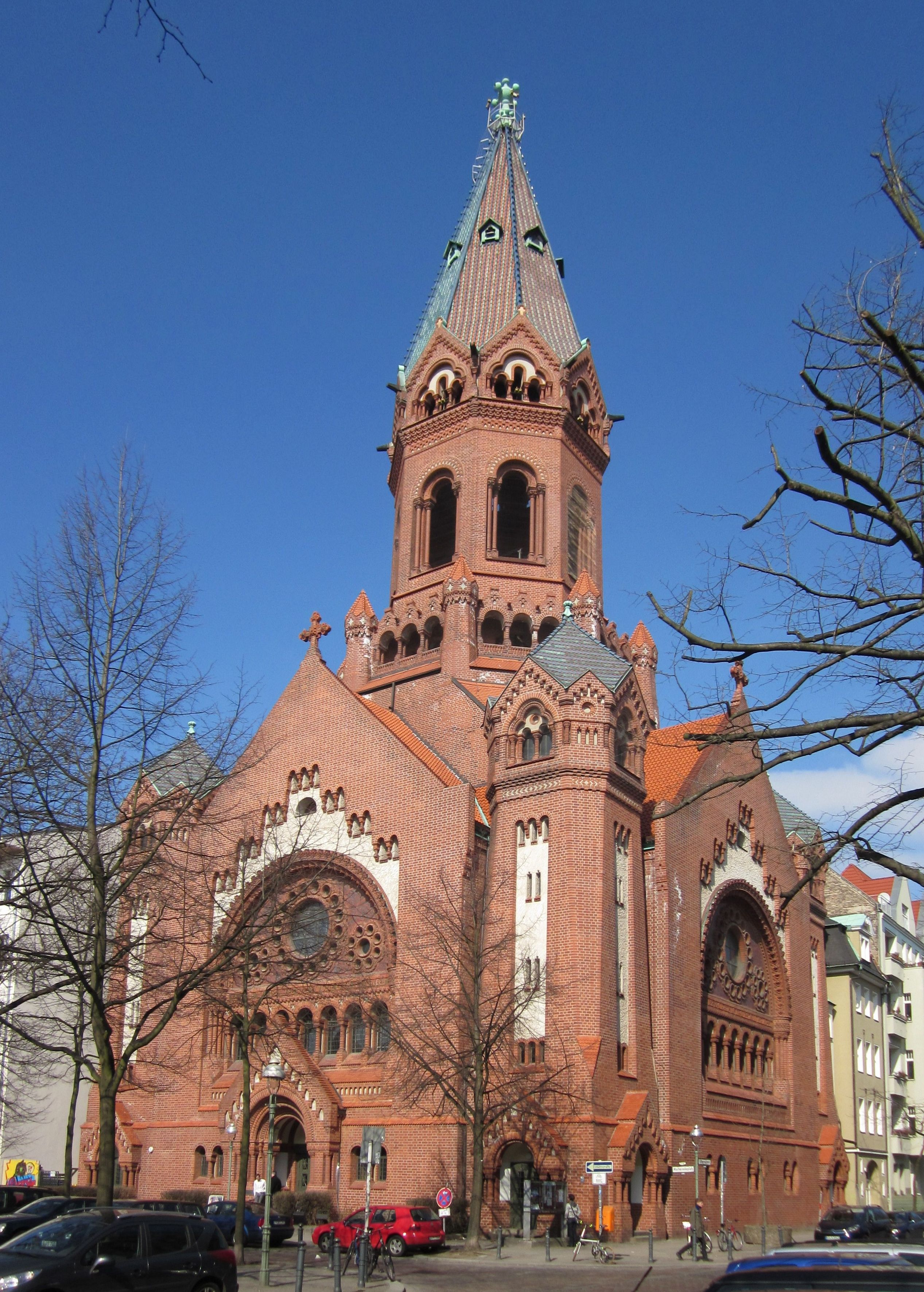
Passionskirche

- Marheinekeplatz 1–2 vid hörnet med Schleiermacherstrasse: Passionskirche, evangelisk kyrka uppförd 1904–1907 efter ritningar av Theodor Astfalck.
- Snubbelstenar anlagda som minnesmärken över judar bosatta vid torget som deporterats och dödats av nazisterna: Werner och Willi Weinberg samt Max Tarrasch.
- Bergmannstrasse 28–29: skolbyggnader, uppförda 1884–1885 efter ritningar av Hermann Blankenstein för staden Berlins räkning som 133:e och 149:e folkskolan. Tomten gränsar i söder till Arndtstrasse och är byggnadsminnesmärkt. Under 1900-talet drevs Roseggerskolan i byggnaderna. Med hjälp av bidrag renoverades byggnaden år 2007 till 2008 i avsikt att åter öppna den som grundskola. Den planerade evangeliska grundskolan här kom dock aldrig att öppna och istället blev byggnaden konstgalleri och lokaler för en musikskola, Global Music Academy.
- Vid torgets sydöstra hörn, Bergmannstrasse 39–50, ligger fyra begravningsplatser tillhörande olika församlingar i södra Berlin: Dreifaltigkeitskirchhof, Friedrich-Werder-Kirchhof, Kirchhof Jerusalem und Neue Kirche samt Kirchhof der Luisenstädtischen Gemeinde.